# Tomáš Galásek
Tomáš Galásek, češki nogometaš in trener, * 15. januar 1973, Frýdek-Místek, Češkoslovaška.
Leta 1995 je prvič nastopil za češko nogometno reprezentanco, ter za njo nastopil na Evropskem prvenstvu v nogometu 2004 in Svetovnem prvenstvu v nogometu 2006 (kot kapetan).